# Campeonato Mundial de Halterofilismo de 2015 - Até 69 kg masculino
A categoria até 69 kg masculino foi um evento do Campeonato Mundial de Halterofilismo de 2015, disputado no Centro de Convenções George R. Brown, em Houston, nos Estados Unidos, entre 22 e 23 de novembro de 2015. 

## Calendário
Horário local (UTC-6) 
| Dia            | Horário | Fase    |
| -------------- | ------- | ------- |
| 22 de novembro | 09:00   | Grupo D |
| 22 de novembro | 19:25   | Grupo C |
| 22 de novembro | 21:25   | Grupo B |
| 23 de novembro | 17:25   | Grupo A |

## Medalhistas
| Evento    | Ouro                    | Ouro   | Prata                | Prata  | Bronze                  | Bronze |
| --------- | ----------------------- | ------ | -------------------- | ------ | ----------------------- | ------ |
| Arranque  | Daniyar İsmayilov (TUR) | 160 kg | Oleg Chen (RUS)      | 160 kg | Shi Zhiyong (CHN)       | 158 kg |
| Arremesso | Shi Zhiyong (CHN)       | 190 kg | Kim Myong-hyok (PRK) | 187 kg | Bredni Roque (MEX)      | 186 kg |
| Total     | Shi Zhiyong (CHN)       | 348 kg | Oleg Chen (RUS)      | 344 kg | Daniyar İsmayilov (TUR) | 343 kg |

## Recordes
Antes desta competição, o recorde mundial da prova era o seguinte:
| Recorde         | Tipo      | Atleta         | Peso   | Local     | Data                   |
| Recorde Mundial | Arranque  | Liao Hui (CHN) | 166 kg | Almaty    | 10 de novembro de 2014 |
| Recorde Mundial | Arremesso | Liao Hui (CHN) | 198 kg | Breslávia | 23 de outubro de 2013  |
| Recorde Mundial | Total     | Liao Hui (CHN) | 359 kg | Almaty    | 10 de novembro de 2014 |

## Resultado
Os resultados foram os seguintes. 
| Pos.              | Atleta                         | Grupo | Peso  | Arranque (kg) | Arranque (kg) | Arranque (kg) | Arranque (kg)     | Arremesso (kg) | Arremesso (kg) | Arremesso (kg) | Arremesso (kg)    | Total |
| Pos.              | Atleta                         | Grupo | Peso  | 1             | 2             | 3             | Resultado         | 1              | 2              | 3              | Resultado         | Total |
| ----------------- | ------------------------------ | ----- | ----- | ------------- | ------------- | ------------- | ----------------- | -------------- | -------------- | -------------- | ----------------- | ----- |
| Medalha de ouro   | Shi Zhiyong (CHN)              | A     | 68.96 | 155           | 158           | 161           | Medalha de bronze | 187            | 190            | 190            | Medalha de ouro   | 348   |
| Medalha de prata  | Oleg Chen (RUS)                | A     | 68.82 | 155           | 155           | 160           | Medalha de prata  | 177            | 184            | 187            | 4                 | 344   |
| Medalha de bronze | Daniyar İsmayilov (TUR)        | A     | 68.61 | 155           | 160           | 163           | Medalha de ouro   | 176            | 183            | 188            | 6                 | 343   |
| 4                 | Kim Myong-hyok (PRK)           | A     | 68.83 | 155           | 160           | 161           | 4                 | 183            | 187            | 189            | Medalha de prata  | 342   |
| 5                 | Karem Ben Hnia (TUN)           | A     | 68.54 | 146           | 149           | 150           | 5                 | 176            | 181            | 183            | 5                 | 333   |
| 6                 | Bredni Roque (MEX)             | A     | 68.85 | 140           | 145           | 148           | 9                 | 177            | 182            | 186            | Medalha de bronze | 331   |
| 7                 | Briken Calja (ALB)             | A     | 68.93 | 143           | 143           | 143           | 12                | 177            | 183            | 187            | 7                 | 326   |
| 8                 | Bernardin Matam (FRA)          | A     | 68.67 | 143           | 147           | 149           | 6                 | 175            | 180            | 180            | 13                | 322   |
| 9                 | Artsiom Shahau (BLR)           | A     | 68.94 | 142           | 142           | 147           | 13                | 170            | 175            | 180            | 8                 | 322   |
| 10                | I Ketut Ariana (INA)           | B     | 68.28 | 142           | 142           | 146           | 8                 | 172            | 175            | 178            | 12                | 321   |
| 11                | Vanik Avetisyan (ARM)          | A     | 68.89 | 136           | 140           | 142           | 19                | 177            | 182            | 182            | 9                 | 317   |
| 12                | Alex Lee (USA)                 | B     | 68.89 | 133           | 137           | 140           | 20                | 171            | 176            | 176            | 10                | 316   |
| 13                | Farkhad Kharki (KAZ)           | B     | 66.13 | 130           | 135           | 138           | 22                | 170            | 170            | 175            | 11                | 313   |
| 14                | Serghei Cechir (MDA)           | B     | 68.80 | 138           | 143           | 147           | 10                | 170            | 176            | 176            | 19                | 313   |
| 15                | Edwin Mosquera (COL)           | B     | 68.82 | 137           | 141           | 143           | 11                | 165            | 170            | 170            | 20                | 313   |
| 16                | Deni (INA)                     | B     | 67.60 | 135           | 140           | 143           | 17                | 171            | 172            | 175            | 15                | 312   |
| 17                | Tairat Bunsuk (THA)            | B     | 68.73 | 136           | 136           | 141           | 25                | 170            | 170            | 174            | 14                | 310   |
| 18                | David Sánchez (ESP)            | C     | 68.96 | 135           | 140           | 140           | 21                | 165            | 170            | 174            | 21                | 310   |
| 19                | Pan Chien-hung (TPE)           | C     | 68.84 | 130           | 135           | 140           | 28                | 161            | 166            | 171            | 17                | 306   |
| 20                | Simon Brandhuber (GER)         | C     | 68.99 | 134           | 138           | 141           | 15                | 161            | 165            | 165            | 30                | 306   |
| 21                | Robert Joachim (GER)           | C     | 68.84 | 133           | 136           | 138           | 23                | 163            | 167            | 167            | 26                | 305   |
| 22                | Mohsen Al-Duhaylib (KSA)       | D     | 68.85 | 130           | 134           | 136           | 26                | 160            | 168            | 169            | 22                | 305   |
| 23                | Masakazu Ioroi (JPN)           | C     | 68.64 | 132           | 136           | 136           | 24                | 163            | 163            | 166            | 29                | 302   |
| 24                | Ahmet Okyay (TUR)              | C     | 62.58 | 135           | 140           | 142           | 16                | 161            | 165            | 165            | 32                | 301   |
| 25                | Mahmoud Al-Humayd (KSA)        | D     | 67.28 | 130           | 134           | 136           | 33                | 158            | 165            | 170            | 18                | 300   |
| 26                | Shota Mishvelidze (GEO)        | C     | 67.95 | 134           | 138           | 140           | 18                | 160            | 165            | 165            | 33                | 300   |
| 27                | Erik Herrera (ECU)             | D     | 68.51 | 125           | 129           | 132           | 39                | 163            | 168            | 171            | 16                | 300   |
| 28                | Jonathan Muñoz (MEX)           | D     | 68.52 | 126           | 131           | 133           | 30                | 162            | 167            | 172            | 24                | 300   |
| 29                | Edwar Vásquez (VEN)            | C     | 67.95 | 130           | 130           | 130           | 34                | 161            | 165            | 168            | 23                | 298   |
| 30                | Clarence Cummings (USA)        | C     | 68.11 | 123           | 128           | 132           | 31                | 166            | 174            | 174            | 28                | 298   |
| 31                | Yann Aucouturier (FRA)         | C     | 68.67 | 130           | 130           | 130           | 35                | 162            | 167            | 171            | 25                | 297   |
| 32                | Takehiro Kasai (JPN)           | D     | 68.93 | 125           | 130           | 130           | 37                | 160            | 167            | 167            | 27                | 297   |
| 33                | Víctor Castro (ESP)            | D     | 68.65 | 130           | 135           | 138           | 27                | 155            | 160            | 160            | 35                | 295   |
| 34                | Petr Petrov (CZE)              | C     | 68.69 | 128           | 128           | 132           | 32                | 162            | 169            | 170            | 31                | 294   |
| 35                | Israel José Rubio (VEN)        | C     | 68.51 | 133           | 133           | 137           | 29                | 160            | 160            | 160            | 34                | 293   |
| 36                | Papul Changmai (IND)           | D     | 68.88 | 120           | 125           | 125           | 43                | 145            | 150            | 155            | 36                | 275   |
| 37                | Stevick Patris (PLW)           | D     | 68.64 | 110           | 115           | 120           | 42                | 143            | 148            | 152            | 37                | 272   |
| 38                | Manuel Minginfel (FSM)         | D     | 68.68 | 112           | 117           | 122           | 41                | 150            | 160            | 160            | 38                | 272   |
| 39                | Batbilegiin Orgilsaikhan (MGL) | D     | 68.71 | 116           | 116           | 119           | 44                | 140            | 140            | 143            | 39                | 256   |
| —                 | Jaber Behrouzi (IRI)           | B     | 68.74 | 141           | 147           | 148           | 7                 | 173            | 173            | 174            | —                 | —     |
| —                 | Won Jeong-sik (KOR)            | B     | 68.49 | 141           | 146           | 146           | 14                | 171            | 171            | 171            | —                 | —     |
| —                 | Rahmatjan Sultanow (TKM)       | B     | 68.78 | 125           | 130           | 130           | 36                | 171            | 171            | 171            | —                 | —     |
| —                 | Francis Luna-Grenier (CAN)     | D     | 68.94 | 130           | 130           | 130           | 38                | 165            | 165            | 165            | —                 | —     |
| —                 | Indika Dissanayake (SRI)       | D     | 68.93 | 128           | 133           | 133           | 40                | 158            | 158            | 158            | —                 | —     |
| —                 | Arbnor Krasniqi (KOS)          | D     | 68.58 | 100           | 104           | 104           | 45                | 139            | —              | —              | —                 | —     |
| DSQ               | Firidun Guliyev (AZE)          | A     | 68.59 | 142           | 142           | 143           | —                 | 185            | 188            | 188            | —                 | —     |